# Hydractive
Hydractive – rodzaj hydropneumatycznego zawieszenia stosowanego w samochodach Citroën, którego charakterystyka jest dynamicznie kontrolowana przez elektroniczny układ sterujący. W zależności od warunków drogowych, stylu jazdy kierowcy oraz wybranego trybu pracy, układ na bieżąco reguluje sztywność resorowania oraz minimalizuje boczne wychylenia nadwozia. W wersji Activa modelu Xantia stosowane są dodatkowe rozwiązania aktywnego przeciwdziałania bocznym wychyleniom nadwozia. Nowsze generacje systemu Hydractive umożliwiają także dynamiczną zmianę prześwitu nadwozia, w zależności od stanu nawierzchni i prędkości pojazdu. Zawieszenie hydroaktywne łączy sprzeczne dotąd cechy dobrego zawieszenia – wysoki komfort jazdy i znakomitą przyczepność.
System Hydractive został zastosowany po raz pierwszy w roku 1989, w modelu XM. Stosowany jest także w modelach Xantia, C5 oraz C6.